# Burg Belvoir

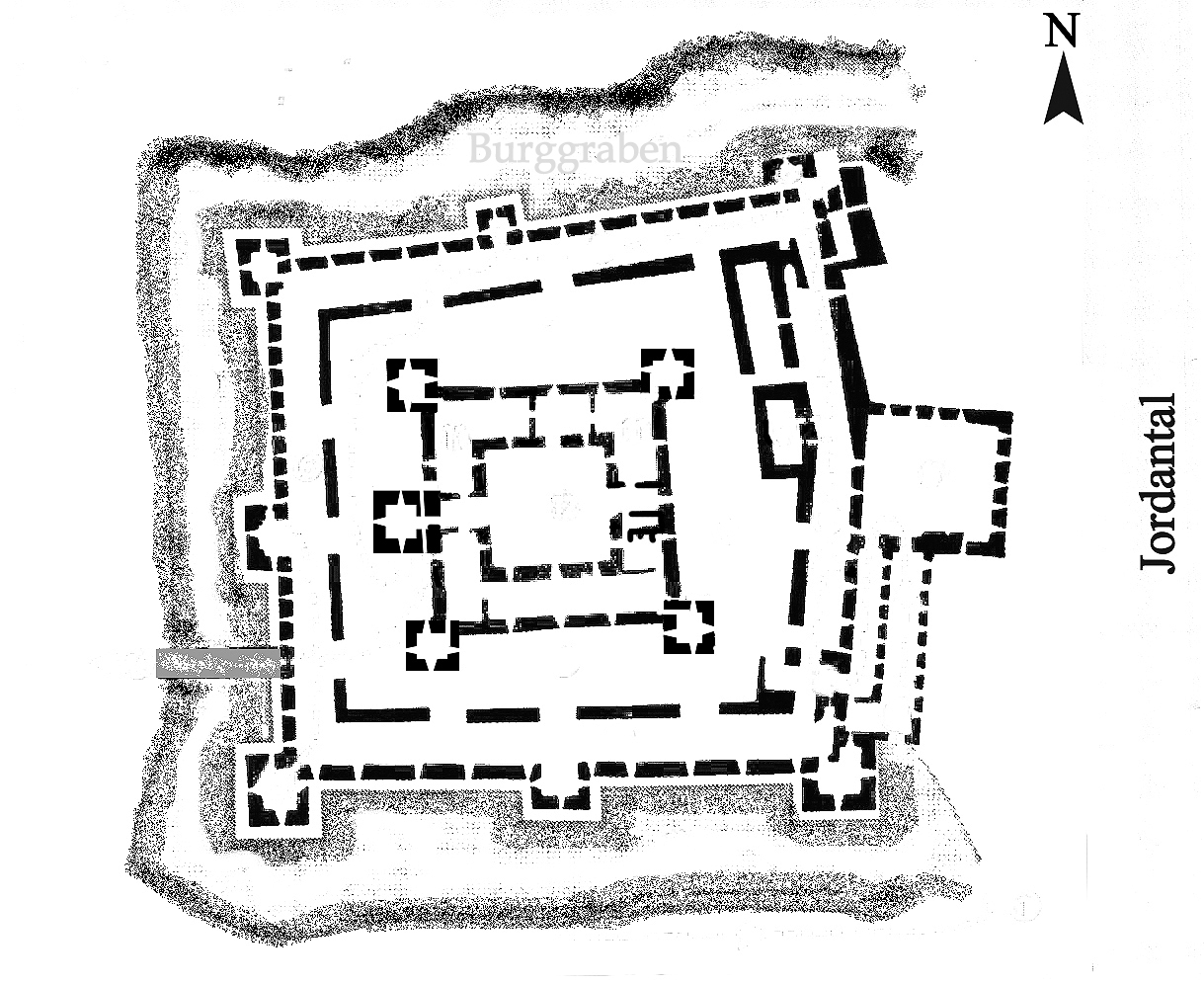
Grundriss der Burg Belvoir

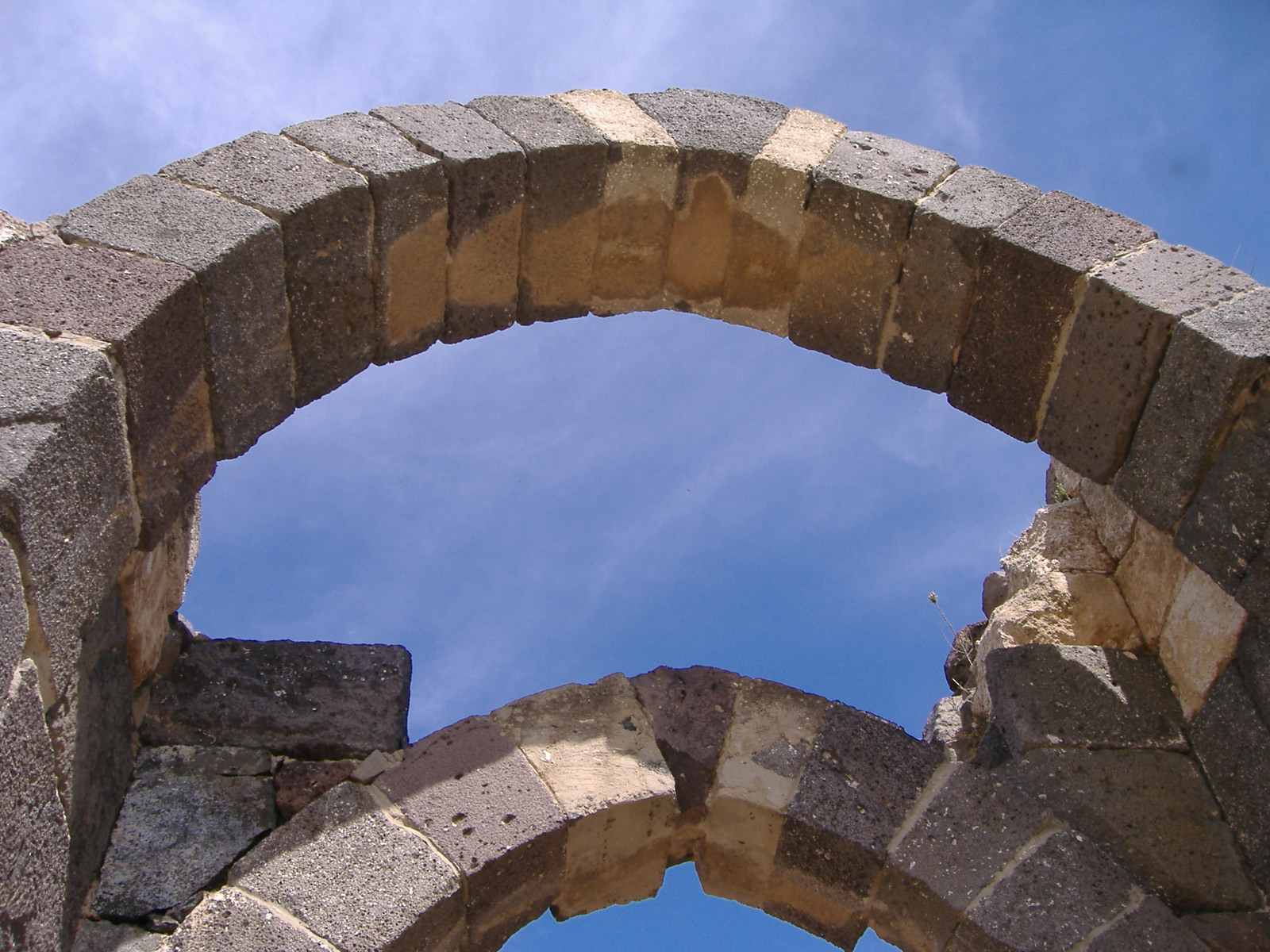
Reste der Burg Belvoir

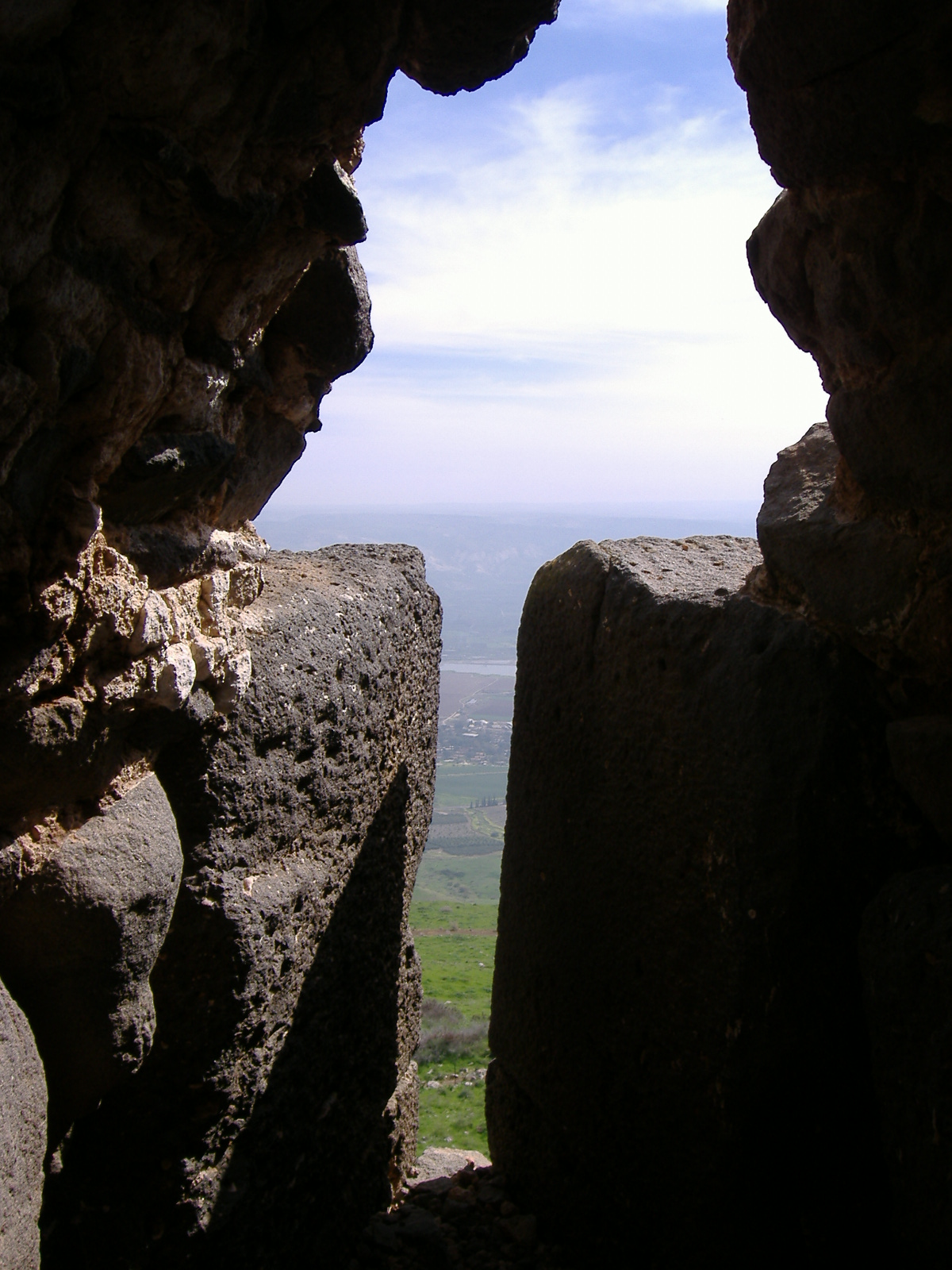
Blick durch eine Schießscharte gen Osten über das Jordantal

Die Burg Belvoir ist die Ruine einer Kreuzfahrerburg im heutigen Israel.

## Namen der Burg
Die französischen Kreuzfahrer nannten die Burg Belvoir („schöne Aussicht“) oder le Coquet („die Kokette“). Auf Hebräisch wird die Burgruine als Kochav ha-Jarden (כּוֹכַב הַיַּרְדֵּן ‚Stern des Jordans‘) bezeichnet. Der Name erinnert an eine jüdische Siedlung Kochav („Stern“), die sich in römischer und byzantinischer Zeit in der Nähe des späteren Burggeländes befand. Im Arabischen heißt die Burg Kawkab al-Hawâ (كوكب الهوا ‚Stern der Winde‘).

## Lage

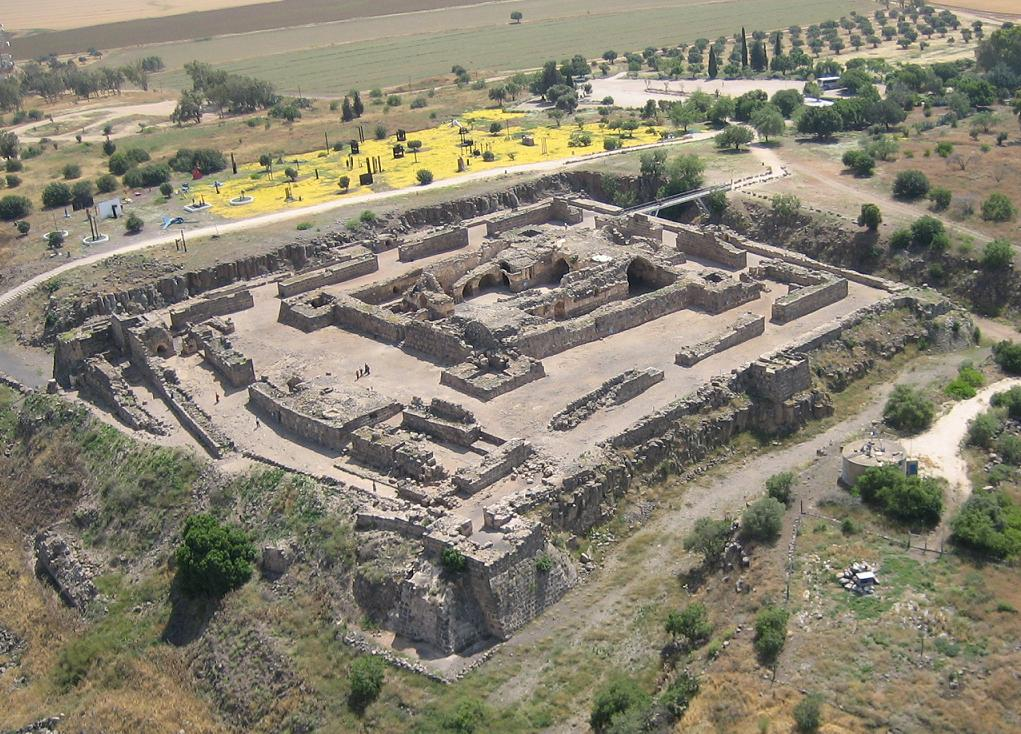
Burg Belvoir

Die Burgruine Belvoir liegt in Unter-Galiläa etwa 20 km südlich des Sees Genezareth auf einer Anhöhe des Naphtaliplateaus oberhalb von Neweh Ur im Jordantal. Sie ist heute ein israelischer Nationalpark in dessen unmittelbarer Nachbarschaft sich auch eine Aufzuchtstation für Geier befindet. Besonders durch ihre Lage – etwa 550 m über dem Jordan – zählt sie zu den schönsten Kreuzfahrerburgen in Israel.

## Geschichte
Die Burg wurde wahrscheinlich in der Mitte des 12. Jahrhunderts durch einen französischen Adligen namens Velos, einem Vasallen des Fürsten von Tiberias, errichtet. Im Jahre 1168 verkaufte dieser die Anlage an den Johanniterorden, der auf dem Gelände eine der mächtigsten Burgen des Heiligen Landes errichtete.
Nach der Niederlage des christlichen Heeres in der Schlacht bei Hattin 1187 hielt die Besatzung von Belvoir noch bis Januar 1189 der Belagerung durch die Truppen Saladins stand. Bei einem Ausfall gelang es den Belagerten den Kommandeur der Belagerer zu töten, woraufhin Saladin, nach der Eroberung von Safed, persönlich mit Verstärkungen vor Belvoir eintraf und das Kommando der Belagerer übernahm. Nachdem Mineure einen Teil der südlichen Außenmauer zum Einsturz gebracht hatten, kam es zu Übergabeverhandlungen. Am 5. Januar 1189 übergaben die Kreuzfahrer die Burg kampflos an die Muslime, dafür war es ihnen erlaubt unbehelligt nach Tyrus abzuziehen.
Zwischen 1217 und 1218 wurde Belvoir, wie die meisten anderen Kreuzfahrerburgen, von den muslimischen Herrschern geschleift, aus Angst der Fünfte Kreuzzug könnte sie zurückerobern. Angesichts der Erfolge des Kreuzzugs von 1218 in Ägypten beabsichtigte Sultan al-Kamil von Ägypten schließlich die Region an die Kreuzfahrer abzutreten, um sich einen Frieden mit ihnen zu erkaufen. Auch dabei wollte er es tunlichst vermeiden, den Kreuzfahrern intakte Burgen in die Hände fallen zu lassen. Das Kreuzzugsheer wurde aber geschlagen und es kam nicht zur Abtretung.
Im Jahre 1240, im Rahmen des Kreuzzugs Theobalds IV. von Champagne fiel Belvoir schließlich doch, durch einen Vertrag, wieder in die Hände der Kreuzfahrer. Allerdings fehlten diesen die Mittel, um die Burg wieder instand zu setzen und schon um 1245 wurde Belvoir endgültig wieder von den Muslimen erobert.
Im 18. Jahrhundert gründeten Araber auf dem Burggelände ein Dorf namens Kaukab el-Hawa (Stern der Winde). Während des israelischen Unabhängigkeitskrieges wurde die Burg im Mai 1948 durch Soldaten der Golani-Brigade im Kampf gegen irakische Verbände eingenommen.

## Anlage
Noch heute vermitteln die imposanten Reste der fast quadratischen, aus mehreren konzentrischen Ringen bestehenden Burg einen Eindruck von ihrer ehemaligen Stärke. Insbesondere der teilweise fast 20 Meter breite und etwa 10 Meter tief in den Fels getriebene Burggraben ist bemerkenswert. Das beim Aushub gewonnene Basaltgestein wurde zum Bau der Burganlage verwendet.
Während die äußeren Anlagen aus schwarzem Basalt bestanden, waren der Innenhof, die Burgkapelle und die Räume des Kommandeurs teilweise in weißem Marmor gehalten. Die Burg verfügte über ein eigenes Badehaus, dessen Reste heute noch erkennbar sind. Die Wasserversorgung der Burgbesatzung wurde durch mindestens eine große Zisterne gesichert.
Im Vorgelände der Burg befindet sich heute ein Skulpturengarten mit Werken des israelischen Bildhauers Igael Tumarkin.